# Межирич (Сумская область)
Межи́рич, в XVII веке Мижирич (укр. Межиріч) — село,
Межиричский сельский совет,
Лебединский район,
Сумская область,
Украина.
Код КОАТУУ — 5922986201. Население по переписи 2001 года составляло 1794 человека .
Является административным центром Межиричского сельского совета, в который, кроме того, входит село
Остробуры.

## Географическое положение
Село Межирич находится на расстоянии в 2 км от правого берега реки Псёл,
выше по течению на расстоянии в 3 км расположено село Даценковка,
ниже по течению на расстоянии в 1,5 км расположено село Михайловка,
на противоположном берегу — село Токари (Лебединский городской совет).
Село вытянуто вдоль русла реки на 10 км.
Между селом и рекой большой массив ирригационных каналов.
К селу примыкает несколько лесных массивов (дуб, берёза, сосна).
Рядом проходит автомобильная дорога Т-1918.

## История
Село было основано казаками в 1642 году на месте давнего Городецкого городища (до сих пор село разделено на «сотни»).
В XVII веке — сотенное местечко, с 1765 года по 1780 — центр Мижирицкого комиссарства Слободской губернии.
Для защиты населения от крымских татар здесь была построена крепость. В честь этого события гору в центре села до сих пор называют «Замковой». Сам замок до наших дней не сохранился. Существует легенда о подземелье, соединяющем крепость и Успенскую церковь, которая сумела пережить и попытки её уничтожить, и Великую Отечественную войну. Она функционирует и сейчас .
Со временем здесь поселились ремесленные люди, в том числе и гончары. В конце XIX века свыше 100 дворов здесь занималось гончарством. Народные умельцы не только обеспечивали своими изделиями окружающие села, но и вывозили свой товар на ярмарки. Это были горшки, миски, тазы, пасечники, водянки, кувшины, бочонки, кубышки из местного красного глея, а также глиняные дымовые трубы, которые стали фирменным знаком Межирича. В 20-х годах XX века мастера изготовляли также «седую» или чернолощеную керамику по давней технологии «задымления».
Сбор образцов межирецкой керамики начался довольно поздно, однако отдельные изделия сейчас хранятся в Лебединском и Сумском краеведческих музеях, в Киевском музее народного и декоративного искусства, в отделе декоративного искусства Сумского художественного музея им. Н.Онацького и в народном музее села Межирич.
Уроженцы Межирича С. Федоров и С. Подлесный участвовали в крестьянской войне под предводительством Пугачева. Летом 1797 года Межирич стал государственной слободой.
В июне 1859 года в Межириче побывал Т. Г. Шевченко. Уроженец Межирича П. В. Парфилов был удостоен звания Героя Советского Союза. Здесь родились также профессор И. О. Калашник, доктор медицинских наук О. И. Кудина, поэт М. Т. Дубовик.

## Достопримечательности
- Гидрологическая достопримечательность природы общегосударственного значения «Шелеховское озеро». Образовалось оно в ледниковый период в результате сдвигов земной коры, берега озера окруженные естественном лесом.